# Distrikt Deán Valdivia

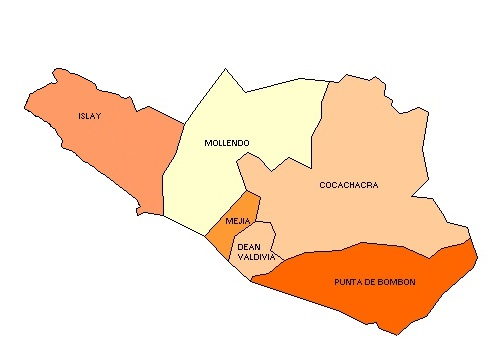
Distrikte der Provinz Islay

Der Distrikt Deán Valdivia liegt in der Provinz Islay in der Region Arequipa im Südwesten von Peru. Der Distrikt hat eine Fläche von 134,08 km². Beim Zensus 2017 wurden 6.854 Einwohner gezählt. Im Jahr 1993 lag die Einwohnerzahl bei 5.416, im Jahr 2007 bei 6.318. Sitz der Distriktverwaltung ist die nördlich der Mündung des Río Tambo gelegene Kleinstadt La Curva mit 2.536 Einwohnern (Stand 2017).
Der Distrikt Deán Valdivia liegt zentral in der Provinz Islay. Er erstreckt sich entlang einem 7,5 km langen Abschnitt der Pazifikküste nördlich der Flussmündung des Río Tambo. Er reicht knapp 15 km ins Landesinnere. Die  Im Norden erreicht der Distrikt Höhen von bis zu 800 m. Das rechte Flussufer der unteren 10 Kilometer des Río Tambo liegen innerhalb des Distrikts Deán Valdivia. Dieser grenzt im Nordwesten an den Distrikt Mejía, im Nordwesten an den Distrikt Mollendo, im Nordosten an den  Distrikt Cocachacra sowie im Südosten an den Distrikt Punta de Bombón. An der Küste sowie im Flusstal des Río Tambo wird bewässerte Landwirtschaft betrieben. Die Nationalstraße 15 führt entlang der Küste durch den Distrikt.